# Pierre Boudet (homme politique, 1799-1844)
Pour les articles homonymes, voir Pierre Boudet et Boudet.
Pierre-Paul Boudet est un homme politique français né à Caussade, Tarn-et-Garonne, le 30 septembre 1799 et mort dans la même ville le 4 octobre 1844.

## Biographie
Issu de la famille Boudet, originaire du Nord mais fixée à Caussade dès le XVIe siècle, fils du colonel Jacques Boudet (1760-1840), Pierre-Paul Boudet fut avocat dans sa ville natale avant d'être élu, le 5 juillet 1831, député du 2e collège du Tarn-et-Garonne (département dont Caussade fait partie depuis 1808) (173 voix sur 334 votants et 510 inscrits contre 139 à M. Rigail de Ladonis). Il siégea à gauche et vota, jusqu'à la fin de la législature, contre le ministère. Il fut parmi ceux qui repoussèrent l'ordre du jour Ganneron au sujet de la politique extérieure (1831), protesta contre les ordonnances de novembre 1831 relatives à la nomination de nouveaux pairs de France et contre les dénominations inconstitutionnelles de « roi de France » et de « sujets ». Il signa le compte-rendu des députés de l'opposition (28 mai 1832) et se récusa dans l'affaire de La Tribune.
Sur le plan privé, il épouse en 1835 Louise Pauline Suzelly Rigail de Lastours (1817-1845), tante de François Rigail de Lastours (1855-1885), explorateur. 
Pierre Boudet et son épouse ont un fils : Léopold Boudet (1837-1908), secrétaire général à Alger (1859) puis Cahors (1872), sous-préfet à Figeac (1872), à Barbezieux (1876), à Pamiers (1877), à Bastia (1884) puis Sedan (1890).

## Source
- « Pierre Boudet (homme politique, 1799-1844) », dans Adolphe Robert et Gaston Cougny, Dictionnaire des parlementaires français, Edgar Bourloton, 1889-1891 [détail de l’édition]